# Fahredin Gunga
Fahredin Gunga, född 1936 i Mitrovica i Kosovo i före detta Jugoslavien, död den 1 april 1997, var en albansk poet.
Fahredin Gunga blev skolad i Belgrad och efter studierna blev han lärare i sin födelsestad. Han arbetade också för bokförlaget Rilindja i Pristina. Fahredin Gunga var en ledande poet under 1960-talets sprudlande, entusiastiska poesi i Kosovo. Hans poesi var präglad av metaforism och abstrakt symbolism som ofta tog en oväntad surrealistisk vändning. Han författade nio diktsamlingar mellan 1961 och 1996.